# On a False Scent
On a False Scent è un cortometraggio muto del 1914 diretto da Hay Plumb.

## Trama
Una coppia di marito e moglie sospetta uno dell'altra quando sentono un profumo e l'odore di fumo sull'altro.

## Produzione
Il film fu prodotto dalla Hepworth.

## Distribuzione
Distribuito dalla Hepworth, il film - un cortometraggio di 198,02 metri - uscì nelle sale cinematografiche britanniche nel gennaio 1914.
Fu distrutto nel 1924 dallo stesso produttore, Cecil M. Hepworth. Fallito, in gravissime difficoltà finanziarie, Hepworth pensò in questo modo di poter almeno recuperare il nitrato d'argento della pellicola.